# St. Bartholomäus (Töging)

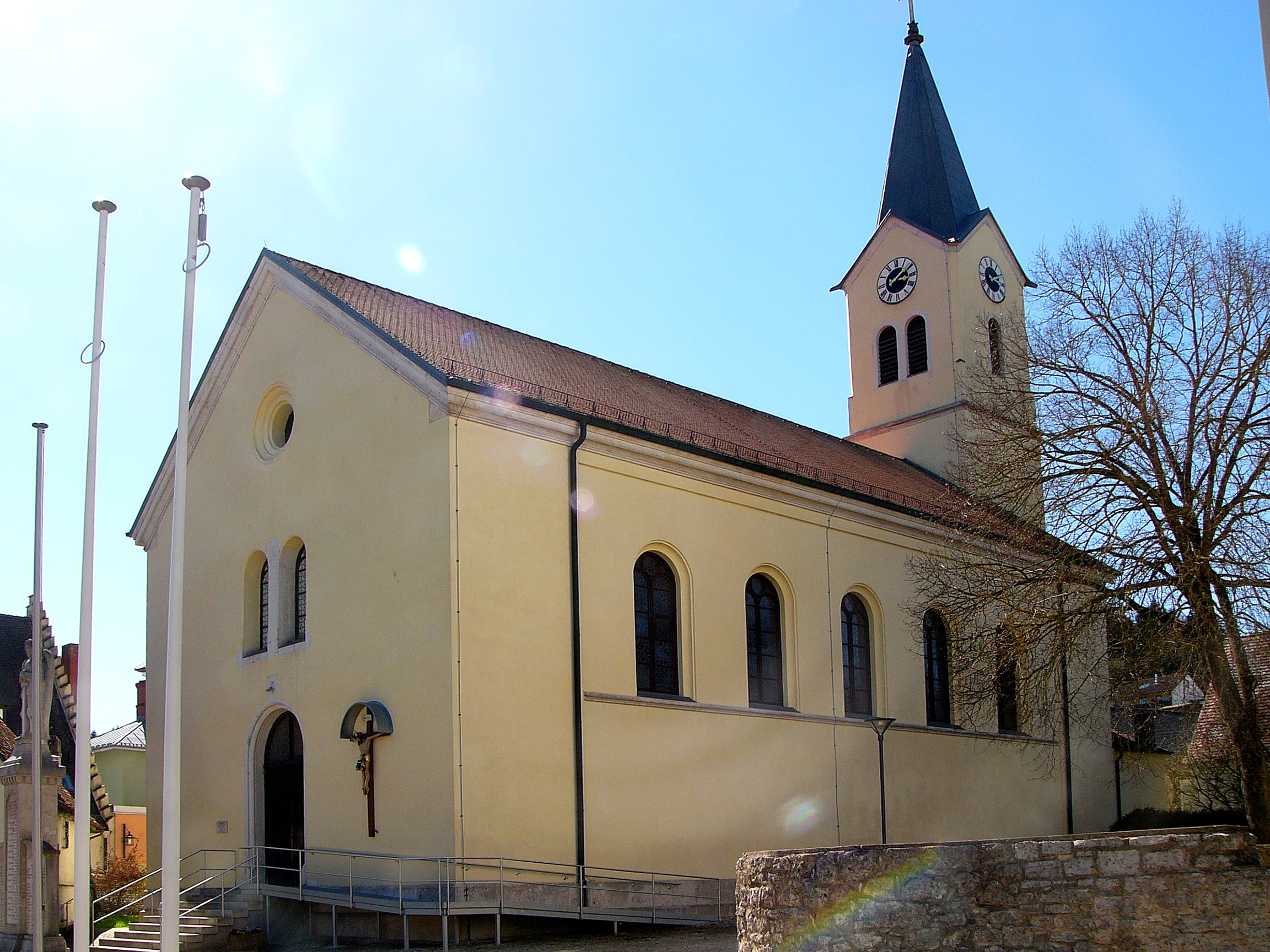
Pfarrkirche St. Bartholomäus in Töging (2015)

Die denkmalgeschützte römisch-katholische Pfarrkirche St. Bartholomäus befindet sich in Töging, einem Gemeindeteil der Stadt Dietfurt an der Altmühl im Landkreis Neumarkt in der Oberpfalz. Die Kirche und die Pfarrei gehören seit dem 1. September 2016 dem Pfarrverband Dietfurt-Eutenhofen-Hainsberg-Staadorf-Töging im Dekanat Neumarkt im Bistum Eichstätt an. Das Patrozinium bezieht sich auf den Apostel Bartholomäus und wird am 24. August gefeiert.

## Baulichkeit
Die frühere Schlosskirche wurde 1850 als zu klein und baufällig abgerissen und 1852 bis 1854 an gleicher Stelle durch einen neuromanischen Neubau ersetzt, der am 19. Mai 1867 Bischof Franz Leopold Freiherr von Leonrod geweiht wurde. Der Bau wurde durch Maurermeister Brunner aus Riedenburg hochgezogen. Der Bau ist heute eine Saalkirche mit einem quadratischen, dreigeschossigen Chorturm im Westen, der mit einem Spitzhelm und vier Dreiecksgiebeln gedeckt ist. Das Langhaus mit fünf Fensterachsen besitzt ein Satteldach; Eingangstor und Fenster sind im Rundbogenstil gestaltet.
1913 bzw. 1921 erfolgte eine Innenrenovierung, bei der Fresken an der Innendecke angebracht wurden. 1938 wurde das Dach neu eingedeckt. 1950 wurden bei einer Außenrenovierung die Schäden, die durch Maschinengewehr- und Minenfeuer entstanden waren, ausgebessert.

## Geschichte
Die Kirche gehörte im Mittelalter zu Kottingwörth, der Urpfarrei des unteren Altmühltals. Die Kirche St. Bartholomäus war zuerst die Schlosskapelle der Schenken von Töging. Die Kirche bestand bereits 1351, denn damals wurde für zwei Kirchen in Töging eine Wochenmesse durch Göswein Pezzolt von Mallerstetten gestiftet, die abwechselnd in der „oberen und der niederen“ Kirche zu feiern war. Die Altarweihe 1415 fand statt. 1602 heißt es in einem Visitationsbericht, dass der alte Pfarrer von Kottingwörth kaum noch nach Töging kommen kann. Hingegen soll ein Benefiziat von Dietfurt „jeden ‚Aftermontag‘ (= Dienstag) ad St. Petrum und jeden 3. Sonntag und die Feiertag mit Meß und Predigt ad Bartholomäum aushelfen“. Töging wurde 1605 zu einer eigenständigen Pfarrei erhoben und die Kirche wird seitdem als Pfarrkirche genutzt.
1625 war die Kirche so baufällig, dass umfangreiche Reparaturen erforderlich waren; eine Hochaltarweihe ist für 1688 bezeugt. Im 18. Jahrhundert wurde sie ebenfalls verändert: 1707 wurde der Turm durch Giovanni Battista Camessina aus Obermässing erhöht, auch das Chorgewölbe und das Langhaus wurden erhöht. 1850 wurde die Kirche abgebrochen und durch einen Neubau ersetzt.

## Ausstattung

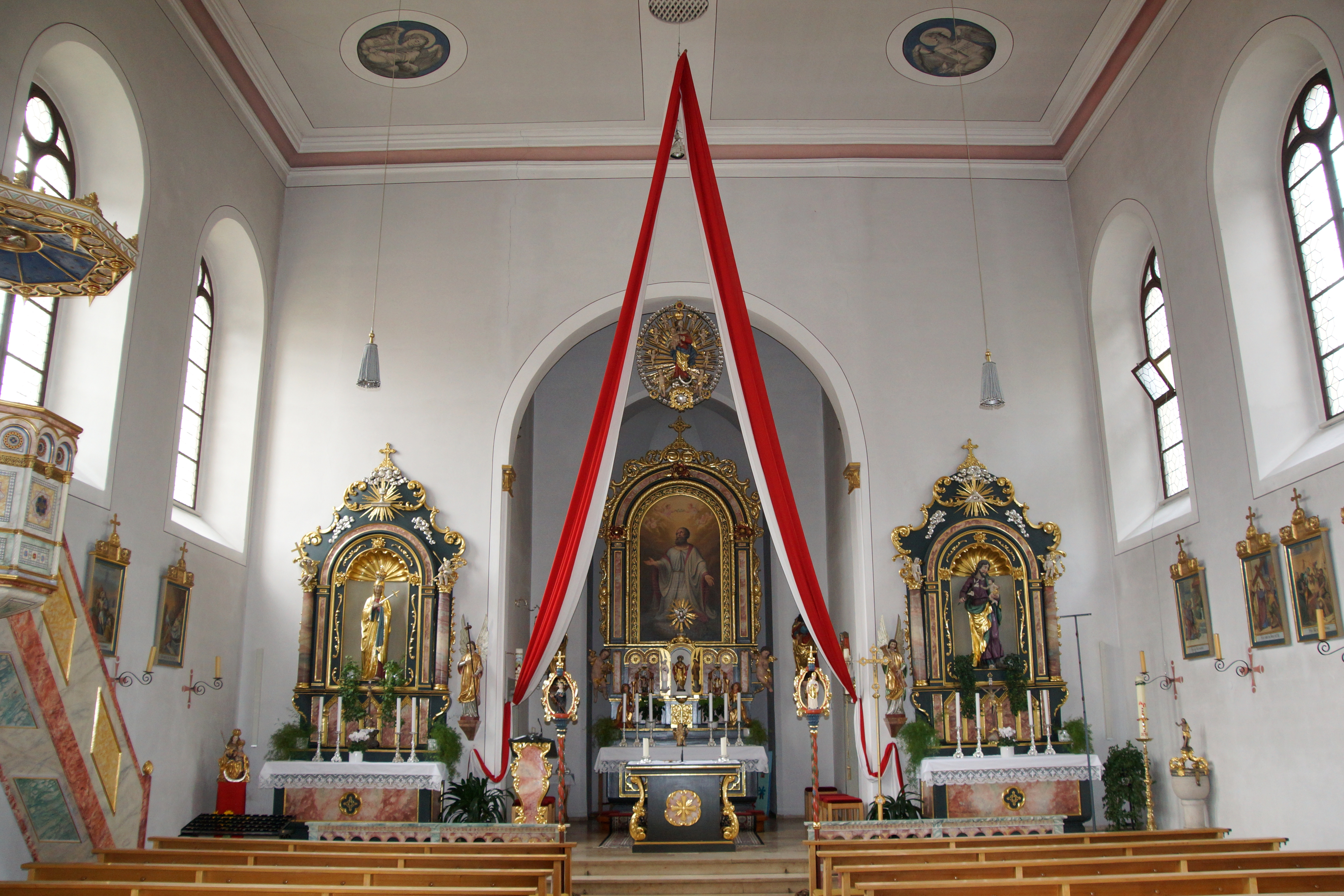
Innenraum der Kirche St. Bartholomäus

Die barocke Ausstattung der Vorgängerkirche wurde beim Abriss beseitigt und anfangs musste man sich mit einer kärglichen Innenausstattung begnügen. Das Langhaus besitzt eine Flachdecke und einen rundbogigen Chorbogen mit Pilastern. Der Chor ist ebenfalls flach gedeckt, zur Stirnseite hin befindet sich eine niedrige sechsseitige Apsis. Das Langhaus besitzt eine Deckenmalerei im Nazarenerstil, dargestellt werden Christus als Weltenrichter und die vier Evangelisten. 1938 wurden neue Seitenaltäre sowie ein Presbyteriumsbogen eingebaut.

## Orgel

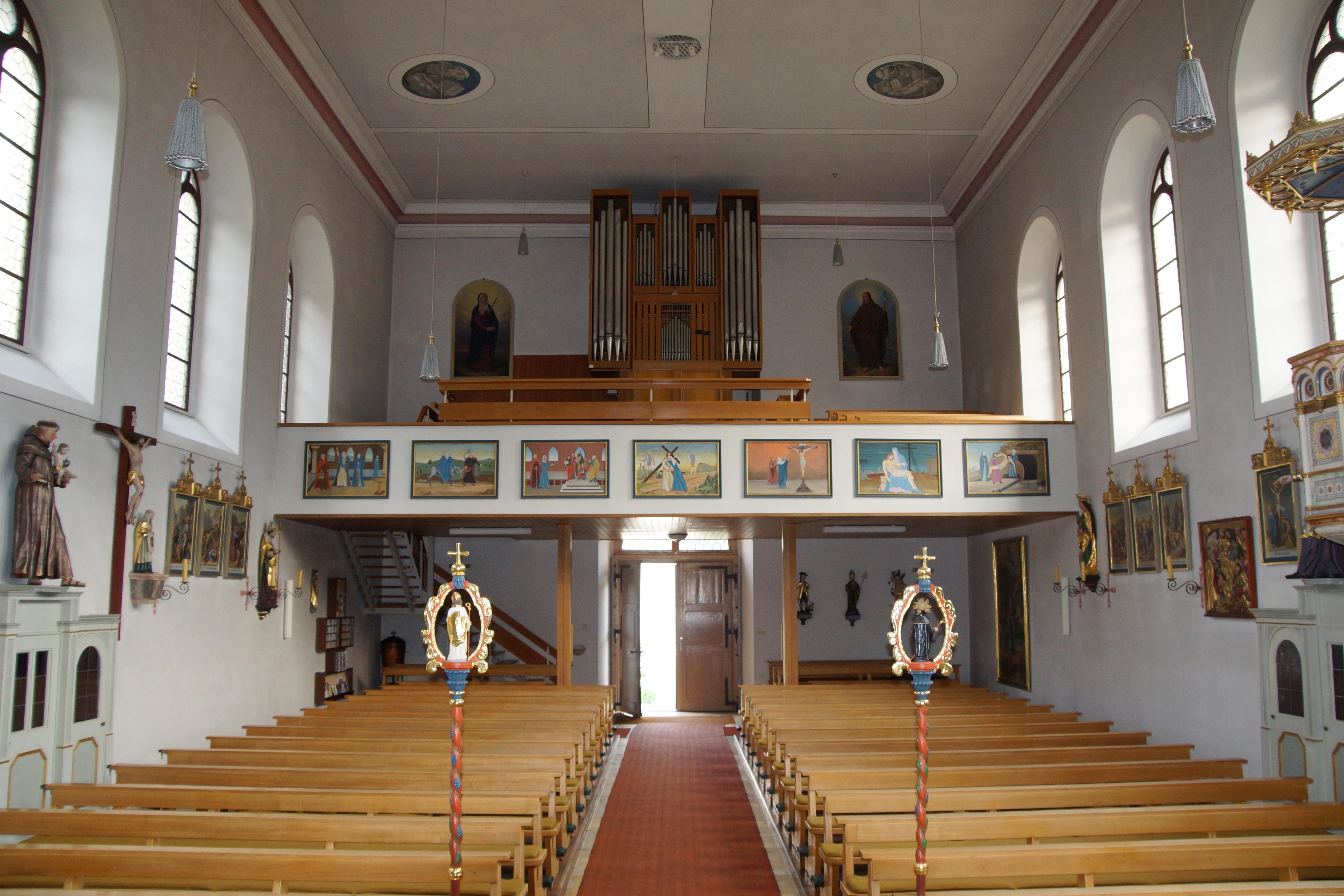
Orgelempore der Kirche St. Bartholomäus

Eine erste Orgel wurde in die neuerbaute Kirche von dem Ansbacher Orgelbaumeister Christian Näser mit acht Registern eingebaut. 1950 wurde ein Gebläsemotor durch die Firma Steinmeyer aus Öttingen eingebaut. Diese Orgel blieb bis 1972 im Dienst. Dann wurde die Münchner Firma Wendhack-Redeker und Kreuzer mit einem Neubau beauftragt. Das neue Instrument ist eine Schleifladenorgel mit 14 Registern.

## Glocken

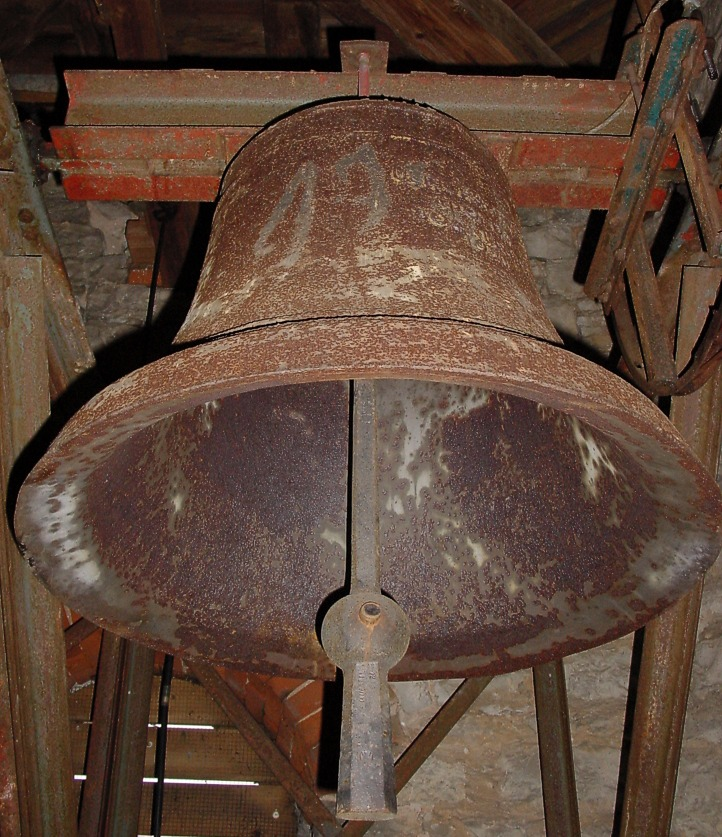
Eisenhartgussglocke der Kirche St. Bartholomäus

Im Turm befinden sich vier Eisenhartgussglocken, welche im Salve-Regina-Motiv as1-c2-es2-f2 erklingen. Sie wurden in den Jahren 1921 bzw. 1929 von der Firma Ulrich & Weule in Apolda gegossen. Die große Glocke weist einen Zierfries an der Schulter auf, die anderen Glocken sind schmucklos und tragen nur eine Inschrift, die den Gießer und das Gussjahr nennt.